# Conocliniopsis prasiifolia
Conocliniopsis prasiifolia é uma espécie de planta do gênero Conocliniopsis e da família Asteraceae. 

## Taxonomia
A espécie foi descrita em 1972 por Robert Merrill King e Harold E. Robinson. 
Os seguintes sinônimos já foram catalogados:  
- Conoclinium prasiifolium  DC.
- Eupatorium urticaefolium  L.

## Forma de vida
É uma espécie terrícola e subarbustiva. 

## Descrição
25−35             
        

## Conservação
A espécie faz parte da Lista Vermelha das espécies ameaçadas do estado do Espírito Santo, no sudeste do Brasil. A lista foi publicada em 13 de junho de 2005 por intermédio do decreto estadual nº 1.499-R. 

## Distribuição
A espécie é encontrada nos estados brasileiros de Alagoas, Bahia e Pernambuco. 
A espécie é encontrada nos  domínios fitogeográficos de Caatinga e Cerrado, em regiões com vegetação de caatinga, campos rupestres e cerrado.